# Cerro Arropé
El cerro Arropé, a veces llamado Arropez, es un cerro ubicado en el municipio español de Cáceres. Forma parte de los Alcores de Cáceres y se ubica al sur de la ciudad. Se encuentra la cima a 585 metros y tiene el cerro un área de 106 hectáreas.

## Localización
Forma parte de los Alcores de Cáceres, ubicándose concretamente en la cadena de pequeñas colinas en dirección oeste-este que separa Cáceres de Valdesalor. Al oeste del cerro Arropé se ubica un conjunto de colinas denominadas "Alcores de Santa Ana y del Roble", en cuyo entorno se ubica el Centro de Formación de Tropa n.º 1; el Arropé está separado de estos Alcores por el "puerto de las Camellas", atravesado por la N-630 y la Vía de la Plata. Al este, un conjunto de colinas llevan hasta el cerro "Señorina", en la esquina suroriental de la sierra de la Mosca.
En el piedemonte de este cerro se ubica El Pradillo, uno de los ocho núcleos de viviendas ilegales que el Ayuntamiento de Cáceres reconoce en su término municipal.

## Espacio natural
Se encuentra en la Zona de especial protección para las aves (Zepa) de Llanos de Cáceres y Sierra de Fuentes, y forma parte del patrimonio arqueológico de Cáceres porque contiene un yacimiento arqueológico. La Junta de Extremadura en los años 2013-2014 destinó €1.1 millones a la «la restauración del monte Arropez» y otros parajes protegidos.
Forma parte de la Red Natura 2000 en España y por ende también de la Red Ecológica Europea Natura 2000.  El Plan General Municipal de Cáceres le designa «Suelo No Urbanizable de Especial Protección de Masas Forestales».  El cerro está incluido en la Red de Áreas protegidas de Extremadura, bajo la categoría Zona de Interés Regional (ZIR).
A principios del s. xxi, la Consejería de Industria, Energía y Medio Ambiente empleaba el monte Arropé en el adiestramiento de la lucha contra los incendios forestales.
En febrero de 2022, el alcalde de Cáceres, Luis Salaya, declaró que el cerro Arropé será desvinculado de la Zepa de los Llanos de Cáceres y de Sierra de Fuentes, merced a una iniciativa de la Junta de Extremadura.  Según el delegado de Birdlife de España la zona podría ser descatalogada de la Red Natura 2000, siempre y cuando solo se lleve a cabo obras de construcción en el cerro mismo, y aclarando que la «descatalogación de una Zepa sin el asentimiento de Birdlife es casi imposible, ya que la delimitación de las zonas de importancia para las aves hecha por esta entidad sirve de referencia para la Comisión Europea».  En julio, la Junta Rectora de la Zona de Interés Regional (ZIR) Llanos de Cáceres y Sierra de Fuentes autorizó a una fundación privada la construcción de un "centro de interpretación" en el Arropez.